# Woodlawn (comté de Carroll, Virginie)
 (mars 2025).
Pour les articles homonymes, voir Woodlawn.
Woodlawn est une census-designated place située dans le comté de Carroll, dans l’État de Virginie, aux États-Unis. Lors du recensement de 2020, elle comptait 2 045 habitants.